# Ceraso
Ceraso est une commune de la province de Salerne, dans la région Campanie, en Italie.

## Administration
| Période                                  | Période  | Identité       | Étiquette | Qualité |
| ---------------------------------------- | -------- | -------------- | --------- | ------- |
| 30 mai 2006                              | En cours | Gennaro Maione |           |         |
| Les données manquantes sont à compléter. |          |                |           |         |

### Hameaux
- Hameaux (frazioni) : Santa Barbara, San Biase, Massascusa, Petrosa, Metoio, San Sumino.
- Contrade : Isca, San Nicola, Campo.

### Communes limitrophes
Ascea, Castelnuovo Cilento, Cuccaro Vetere, Futani, Novi Velia, San Mauro la Bruca, Vallo della Lucania.